# Малый подорлик
Ма́лый подо́рлик (лат. Clanga pomarina) — вид дневных хищных птиц из семейства ястребиных (Accipitridae), распространённый в восточной части Европы.

## Описание

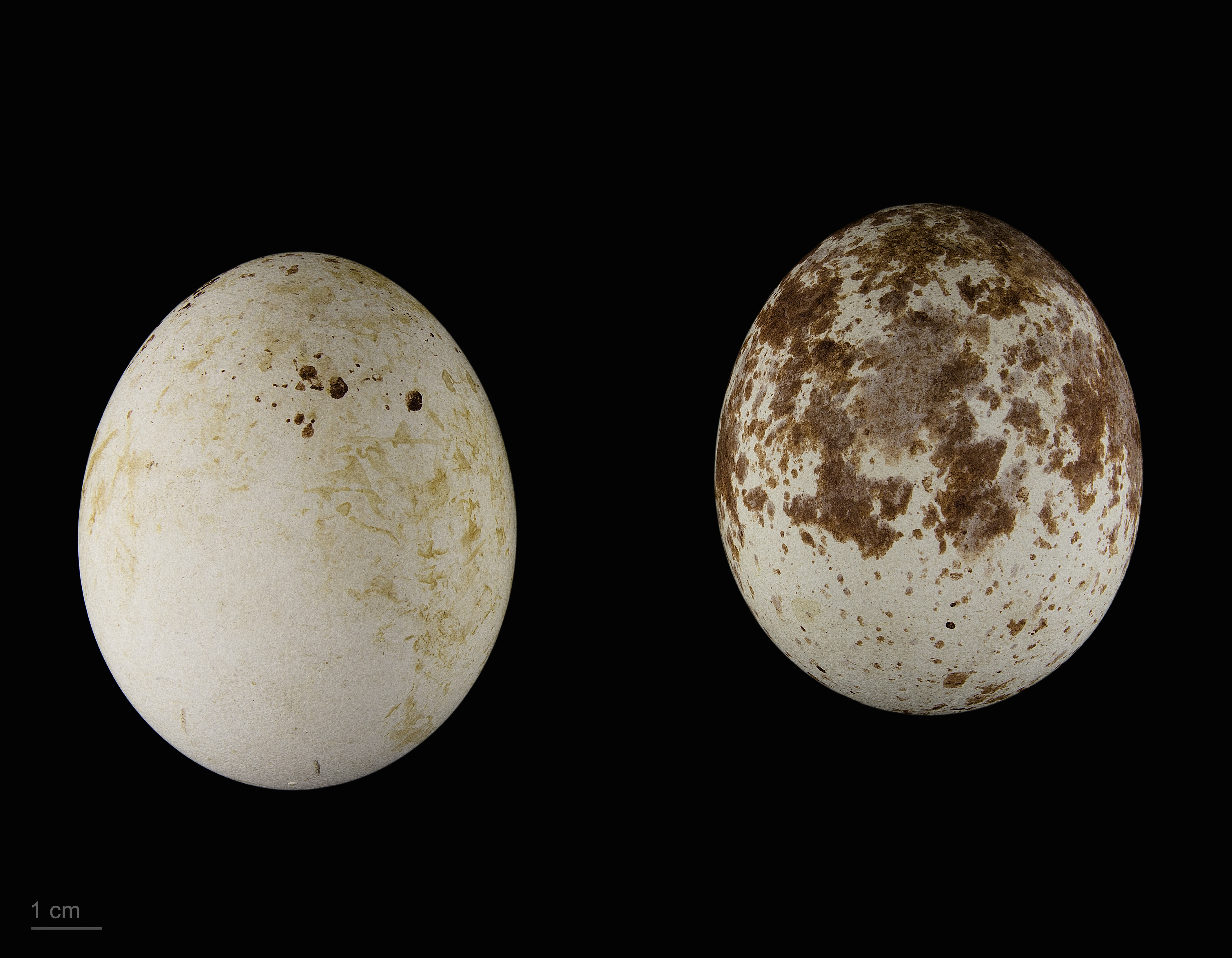
Яйцо малого подорлика (Тулузский музей)

Малый подорлик — один из самых маленьких представителей подсемейства орлиных, достигает длины тела от 55 до 67 см и размаха крыльев от 1,46 до 1,68 м, что всё же значительно больше, чем, например, у канюка. Половой диморфизм довольно чётко выражен в отношении размеров и массы тела. Самцы весят от 1,0 до 1,4 кг и имеют длину крыльев от 446 до 478 мм, самки достигают массы от 1,3 до 2,2 кг и длины крыльев от 493 до 508 мм.

## Распространение
Гнездится в Европе от долины Эльбы на западе до Московской области и Закавказья на востоке. В России два изолированных участка ареала: в пойменных и равнинных лесах Предкавказья и Кавказа и в зоне смешанных лесов Средней полосы и Северо-Запада России до Санкт-Петербурга на севере.

## Охранный статус
Категория в Красной книге России — 3 (редкий вид с ограниченным ареалом).